# TWO-MIX パーフェクト・ベスト
『TWO-MIX パーフェクト・ベスト』（トゥーミックス パーフェクト・ベスト）は、日本の音楽ユニットTWO-MIXが2011年6月8日に発売された3枚目のベスト・アルバム。

## 解説
2002年に発売されたCD-BOX『TWO-MIX COLLECTION BOX 〜Categorhythm〜』以来約9年ぶりの新譜リリース。
キングレコードに在籍していたシングルA面曲、一部カップリング曲全14曲が収録されている。
キングレコードが2010年から2013年にかけてリリースされた廉価盤ベスト・アルバム『パーフェクト・ベスト』シリーズの1枚として発売された。
廉価盤ベスト・アルバムの多くは非公式扱いになることが通例となっているが、メンバーの永野椎菜が資料やコラムなどの制作に携わっているため、公式ベスト・アルバムという扱いになる。公式ベスト・アルバムとしてのリリースは2002年発売の『7TH ANNIVERSARY BEST』以来9年ぶりである。
当時所属していた「イズムアーティスト」の方針で「ヴァーチャルアーティスト」という触れ込みで売り出し、所属メンバーの名前はアピールされていなかったため、作詞・作曲・編曲のクレジットがTWO-MIXとなっていたが、当アルバムでは、正式な作詞・作曲・編曲者がクレジットされている。
その他、濱田高志によるライナーノーツもある。

## 収録曲
| 全作詞: 永野椎菜。 |                                                         |           |            |                       |      |
| #                  | タイトル                                                | 作詞      | 作曲       | 編曲                  | 時間 |
| 1.                 | 「JUST COMMUNICATION」                                  | 永野椎菜  | 馬飼野康二 | TWO-MIX               | 4:19 |
| 2.                 | 「RHYTHM EMOTION」                                      | 永野椎菜  | 高山みなみ | TWO-MIX               | 3:55 |
| 3.                 | 「T・R・Y -RETURN TO YOURSELF- (Super Single Edition)」 | 永野椎菜  | 馬飼野康二 | TWO-MIX               | 5:21 |
| 4.                 | 「LOVE REVOLUTION」                                     | 永野椎菜  | 高山みなみ | 加藤みちあき・TWO-MIX | 4:42 |
| 5.                 | 「Rhythm Generation」                                   | 永野椎菜  | 高山みなみ | TWO-MIX               | 4:19 |
| 6.                 | 「Meeting on the Planet」                               | 永野椎菜  | 高山みなみ | TWO-MIX               | 4:59 |
| 7.                 | 「WHITE REFLECTION」                                    | 永野椎菜  | 高山みなみ | 永野椎菜・高山みなみ  | 4:46 |
| 8.                 | 「TRUE NAVIGATION」                                     | 永野椎菜  | 高山みなみ | TWO-MIX               | 4:14 |
| 9.                 | 「SUMMER PLANET No.1」                                  | 永野椎菜  | 高山みなみ | TWO-MIX               | 4:33 |
| 10.                | 「LIVING DAYLIGHTS」                                    | 永野椎菜  | 高山みなみ | TWO-MIX               | 5:58 |
| 11.                | 「BREAK」                                               | 永野椎菜  | 高山みなみ | TWO-MIX               | 5:14 |
| 12.                | 「TIME DISTORTION」                                     | 永野椎菜  | 高山みなみ | TWO-MIX               | 4:26 |
| 13.                | 「BEAT OF DESTINY」                                     | 永野椎菜  | 高山みなみ | TWO-MIX               | 5:52 |
| 14.                | 「LAST IMPRESSION」                                     | 永野椎菜  | 高山みなみ | TWO-MIX               | 7:34 |
| 合計時間:          | 合計時間:                                               | 合計時間: | 合計時間:  | 70:12                 |      |

## 曲解説
1. JUST COMMUNICATION
  - デビューシングル。
  - テレビ朝日系アニメ『新機動戦記ガンダムW』前期オープニングテーマ。
2. RHYTHM EMOTION
  - 2ndシングル。
  - テレビ朝日系アニメ『新機動戦記ガンダムW』後期オープニングテーマ。
3. T・R・Y -RETURN TO YOURSELF- (Super Single Edition)
  - 3rdシングル。
  - TBS系『スーパーサッカー』エンディングテーマ。
4. LOVE REVOLUTION
  - 4thシングル。
  - テレビ朝日系ドラマ『KIRARA』オープニングテーマ。
5. Rhythm Generation
  - 5thシングル。
  - テレビ東京系『ゴジラ王国』オープニングテーマ。
6. Meeting on the Planet
  - 5thシングルのc/w曲。
  - NACK5『RADIO TWO-MIX』オープニングテーマ。
7. WHITE REFLECTION
  - 6thシングル。
  - OVA『新機動戦記ガンダムW Endless Waltz』主題歌。
8. TRUE NAVIGATION
  - 7thシングル。
  - テレビ朝日系『X-ファイルIII』イメージソング。
9. Summer Planet No.1
  - 8thシングル。
  - 東京テレメッセージ「P・PRESS」CMソング。
10. LIVING DAYLIGHTS
  - 9thシングル。
  - テレビ朝日系『NBA FAST BREAK』エンディングテーマ。
11. BREAK
  - 9thシングルのc/w曲。シングルバージョンはアルバム初収録。
  - よみうりテレビ・日本テレビ系『名探偵コナン』挿入歌。
12. TIME DISTORTION
  - 10thシングル。
  - TBS系『王様のブランチ』エンディングテーマ。
13. BEAT OF DESTINY
  - 11thシングル。
  - テレビ朝日系『ウッチャンナンチャンの炎のチャレンジャー これができたら100万円!!』エンディングテーマ。
  - タケダスポーツ CMソング。
14. LAST IMPRESSION
  - 12thシングル。
  - 劇場版『新機動戦記ガンダムW Endless Waltz 特別編』主題歌。

## リリース履歴
| No. | 日付         | レーベル       | 規格 | 規格品番  | 最高順位 | 備考                                                                        |
| --- | ------------ | -------------- | ---- | --------- | -------- | --------------------------------------------------------------------------- |
| 1   | 2011年6月8日 | キングレコード | CD   | KICS-1655 | 103位    | 廉価盤ベスト・アルバム『パーフェクト・ベスト』シリーズの1枚としてリリース。 |